# Remilly Les Marais
Remilly Les Marais é uma comuna francesa na região administrativa da Normandia, no departamento da Mancha. Estende-se por uma área de 22.13 km². Em 2010 a comuna tinha 1 098 habitantes (densidade: 49,6 hab./km²).
Foi criada em 1 de janeiro de 2017, a partir da fusão das antigas comunas de Remilly-sur-Lozon (sede da comuna), Les Champs-de-Losque e Le Mesnil-Vigot.